# NGC 2741
NGC 2741 (również PGC 25425) – galaktyka soczewkowata (S0), znajdująca się w gwiazdozbiorze Raka. Odkrył ją Albert Marth 28 marca 1864 roku.